# مولد گرما-الکتریکی ایزوتوپی
مولد گرما-الکتریکی ایزوتوپی (به انگلیسی: Radioisotope thermoelectric generator) گونه‌ای باتری اتمی است که گرمای به‌دست‌آمده از واپاشی هسته‌ای را به جریان برق تبدیل می‌کند که به اختصار به آن RTG و RITEG گفته می‌شود.

## شیوه کار
شاید تصور شود که باتری‌های اتمی شبیه رآکتور هسته‌ای هستند، اما در واقع طرز کار و فناوری ساخت باتری اتمی ساده است و طرز کار باتری اتمی از رآکتورهای هسته‌ای واقعی خیلی فاصله و محدودیت دارد (گرچه منبع انرژی در هردو به هر حال یک منشاء نهایی دارد: شکافت هسته‌ای).

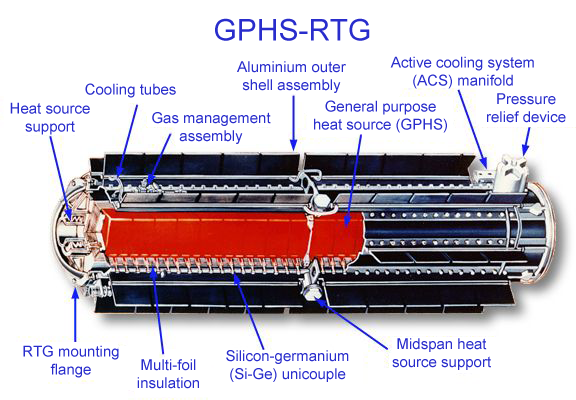
باتری اتمی استفاده شده در کاوشگر کاسینی

طرز کار باتری اتمی از نوع RTG با استانداردهای اتمی ساده‌است. بیشتر این باتری‌ها از ترموکوپل برای تبدیل گرمای حاصل از واپاشی هسته‌ای به انرژی پتانسیل الکتریکی استفاده می‌کنند. محفظه محکمی حاوی ماده پرتوزا است که ترموکوپل‌هایی در اطراف دیواره‌های محفظه قرار گرفته‌اند و سر دیگر ترموکوپل‌ها به یک خنک‌ کننده متصل شده‌است. واپاشی هسته‌ای سوخت هسته‌ای، گرمایی تولید می‌کند که از طریق ترموکوپل‌ها به سمت خنک‌کننده جریان پیدا می‌کند که در این فرایند جریان الکتریسیته تولید می‌شود.
طول عمر و قابلیت اطمینان ترموکوپل‌ها زیاد است و در برابر فرسودگی و زوال بر اثر پرتوهای هسته‌ای مقاومت خوبی دارند، اما بازده تبدیل انرژی گرمایی به انرژی الکتریکی در آن‌ها پایین است، تا جایی که کارایی اکثر باتری‌های اتمی در حدود ۳ تا ۷ درصد بوده و هیچ‌وقت از ۱۰٪ بیشتر نشده؛ یعنی بیشتر گرمای تولید شده توسط مواد رادیواکتیو به هدر می‌رود. اما با توجه به انرژی رایگان و طولانی مدتی که حجم و وزن کمی از این مواد با واپاشی هسته‌ای مناسب تولید می‌کنند تولید باتری‌های اتمی مقرون به صرفه است. از طرف دیگر روش‌های دیگری که ویژگی‌های مشابه را داشته باشند (مانند طول عمر ده‌ها و صدها ساله بدون نیاز به مراقبت و غیره) و کارایی خیلی بالاتری ارائه بدهند، هنوز به صورت کاملاً عملی در دسترس قرار نگرفتنه‌اند.

### تفاوت با طرز کار رآکتور هسته‌ای
باتری‌های اتمی و رآکتورهای اتمی از فرایندهای اتمی خیلی متفاوتی استفاده می‌کنند. رآکتورهای از شکافت هسته‌ای کنترل شده در یک واکنش زنجیره‌ای هسته‌ای استفاده می‌کنند. وقتی یک اتم سوخت اورانیم-۲۳۵ یا پلوتونیم-۲۳۹ دچار شکافت هسته‌ای می‌شود، نوترون‌هایی آزاد می‌شوند که شکافت‌های بیشتری را در یک واکنش زنجیره‌ای باعث می‌شوند که آهنگ این واکنش‌ها می‌تواند توسط جذب‌کننده‌های نوترون کنترل شود. این خود یک مزیت است که میزان قدرت تولیدی می‌تواند تغییر داده شود یا برای نگهداری و تعمیر به کلی خاموش شود. اما همچنین یک عیب است که احتیاط لازم دارد تا از عملکرد خارج از کنترل در سطوح خطرناک  توان تولیدی بالا اجتناب شود.
واکنش‌های زنجیره‌ای در باتری‌های اتمی رخ نمی‌دهند. بنابراین گرما با یک نرخ کاملاً قابل پیش‌بینی که به صورت یکنواخت کاهش می‌یابد و فقط به مقدار سوخت و نیمه عمر آن بستگی دارد تولید می‌شود. یک قدرت تولید شده بر اساس حادثه غیرممکن است. از طرف دیگر گرمای تولید شده نمی‌تواند بر اساس تقاضا تغییر داده شود یا آن را نمی‌توان خاموش کرد. منابع کمکی (همچون باتری قابل شارژ) ممکن است برای تأمین تقاضاهای ناگهانی به توان بالاتر نیاز باشد و خنک‌سازی کافی نیز باید همیشه شامل زمان پیش از پرتاب و مراحل اولیه پرواز یک مأموریت فضایی، از پیش تأمین شده باشد.

## کاربردها
باتری‌های اتمی برای شرایط کارکرد بدون متصدی یا بدون نگهداری که حداکثر به چند صد وات توان الکتریکی برای مدتی طولانی نیاز دارند بسیار مناسب هستند. در خیلی از این مکان‌ها استفاده از روش‌هایی مثل سلول‌های خورشیدی هم مقدور نیست. البته باید در ساخت این باتری‌های اتمی دقت صورت بگیرد که تا مدت‌ها پس از اینکه طول عمر مفید آن‌ها تمام شد از خطر نشت مواد رادیواکتیو جلوگیری شود.
این کاربردها شامل سامانه‌های ایستگاه‌های زمینی پژوهشی یا مراقبتی علمی، نظامی و غیرنظامی در مناطق غیرمسکونی و دورافتاده، ماهواره‌ها و کاوشگرهای فضایی و دستگاه تنظیم ضربان قلب کاشتنی هستند.

### تاریخچه/نمونه‌های کاربرد
نخستین باتری اتمی برای کاربردهای فضایی در سال ۱۹۶۱ در فضاپیمای ترانزیت (به انگلیسی: Transit 4A)با نام SNAP ۳ با توان ۲٫۷ وات بکار رفت. نخستین کاربرد روی زمین از باتری اتمی در سال ۱۹۶۶ توسط نیروی دریایی ایالات متحده در جزیره کوچک غیرمسکونی FairwayRock در تنگه برینگ آلاسکا بود که این باتری تا سال ۱۹۹۵ در حال سرویس دهی بود.

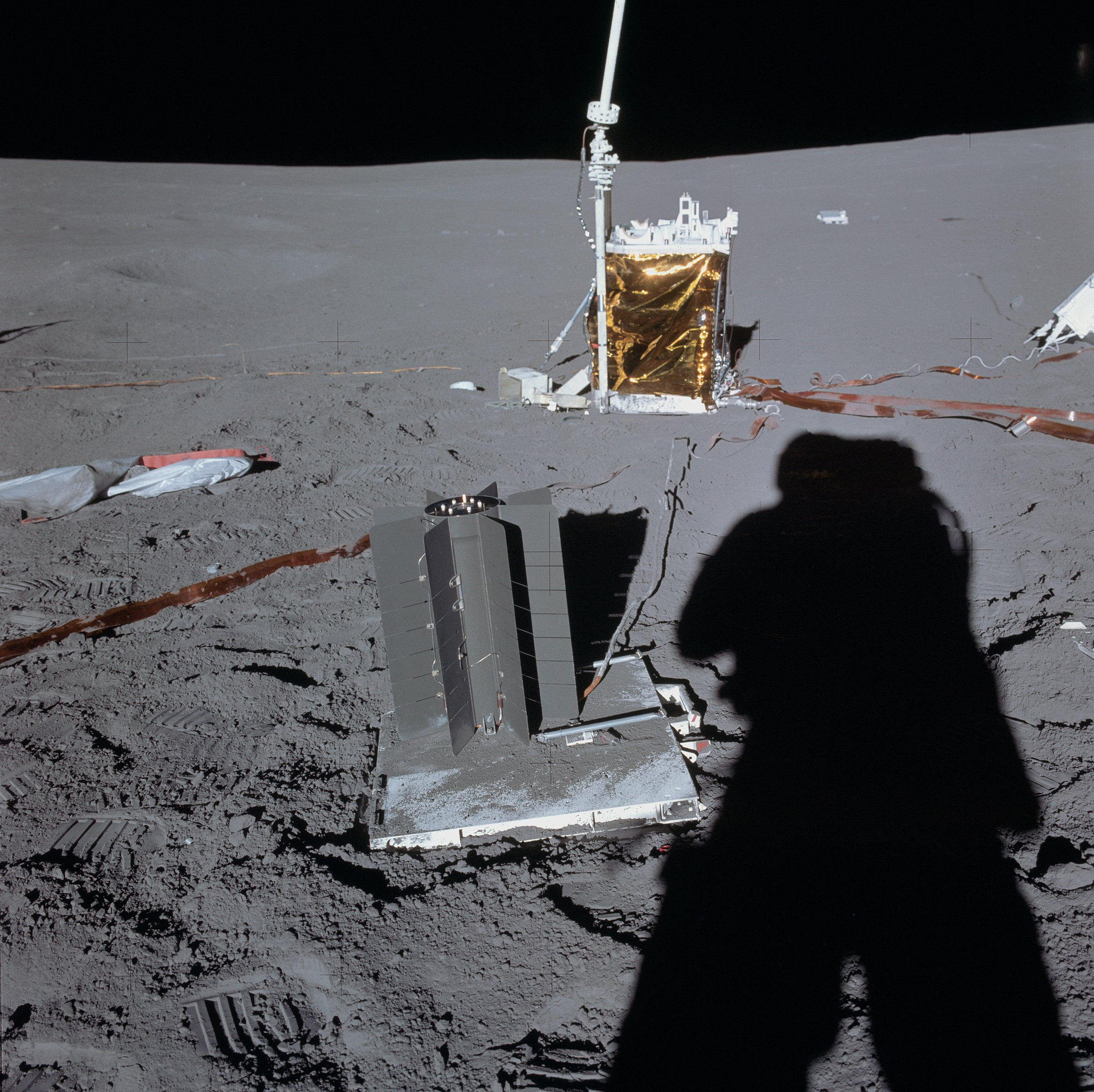
یک باتری اتمی SNAP-27 مستقر شده توسط فضانوردان آپولو ۱۴ (یکسان با باتری سقوط کرده آپولو ۱۳)

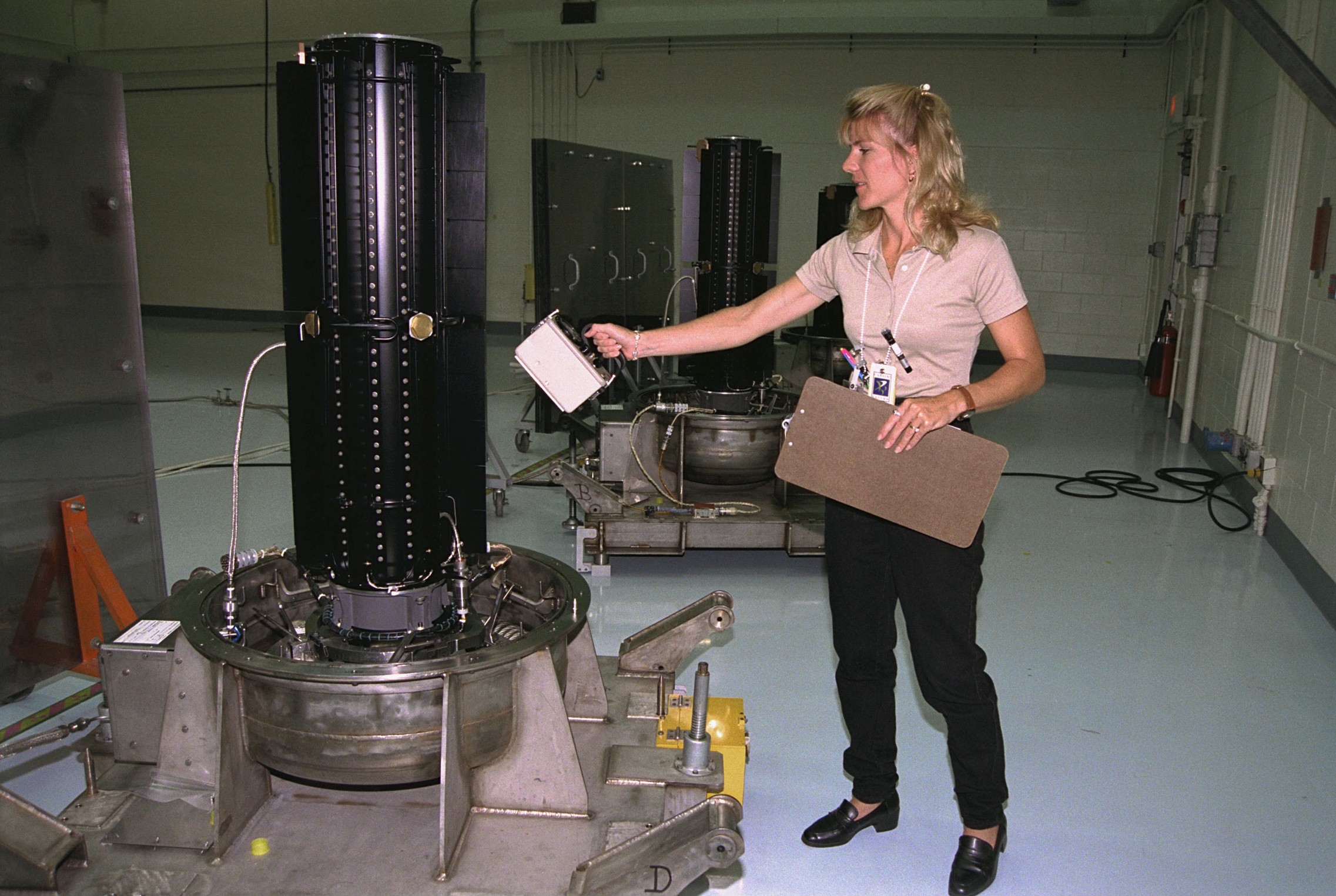
بازرسی باتری‌های اتمی سفینه فضایی کاسینی قبل از پرتاب

باتری‌های اتمی برای سیستمهای انرژی کمکی هسته‌ای (به انگلیسی: Systems for Nuclear Auxiliary Power - SNAP) به‌خصوص برای فضاپیماهایی که به خاطر فاصله زیاد، آنقدر از خورشید دور می‌شوند که دیگر نمی‌شود از پنل‌های خورشیدی استفاده کرد بکار می‌روند. به‌طور نمونه در کاوشگرهای پایونیر ۱۰, پایونیر ۱۱, وویجر ۱, وویجر ۲, فضاپیمای گالیله، اولیس، کاسینی-هویگنس و نیوهورایزنز. به‌علاوه، باتری‌های اتمی برای تأمین انرژی دو وسیله فرود در مریخ یعنی وایکینگ ۱ و وایکینگ ۲ و نیز برای آزمایش‌های علمی به وسیلهٔ خدمه آپولو ۱۲ تا آپولو ۱۷ بر روی ماه (با توان ۷۰ وات) استفاده شدند. این باتری‌ها موجب شدند تا اطلاعاتی در مورد لرزه‌ها، برخورد شهابسنگ‌ها، میدان مغناطیسی و گرانش، دمای درونی و جو ماه، تا ۱۰ سال پس از آغاز مأموریت به زمین ارسال شوند. در مقام مقایسه، تنها تعداد کمی از فضاپیماها مانند RORSAT و SNAP-10A آمریکایی به صورت کامل از رآکتورهای خود استفاده کردند. (SNAP-10A میزان ۵۰۰ وات توان الکتریکی را در مدت ۴۳ روز پرواز آزمایشی تولید کرد)
باتری‌های اتمی همچنین به وسیلهٔ نیروی هوایی ایالات متحده برای تأمین انرژی حسگرهای راه دور برای سیستم‌های راداری Top-ROCC و Save-Igloo که عمدتاً در آلاسکا واقع شده‌اند استفاده شده‌اند.
در گذشته، سلول‌های پلوتونیوم کوچک (باتری‌های اتمی بسیار کوچک با سوخت پلوتونیم ۲۳۸) در دستگاه‌های تنظیم تپش قلب کاشته بکار می‌رفتند.

## سوخت هسته‌ای
سوخت هسته‌ای به کار رفته در باتری‌های اتمی باید خصوصیات زیر را داشته باشد:
- پرتوزایی با انرژی بالا تولید کند. مانند استرانسیم ۹۰ واپاشی آلفا در کل حدود ۱۰ برابر انرژی بیشتر از واپاشی بتا  یا سزیم ۱۳۷ تولید می‌کند.
- پرتوزایی باید از نوعی باشد که به‌سادگی جذب شده و به تابش گرمایی (ترجیحاً ذرات آلفا) تبدیل شود. ذرات بتا  می‌تواند از طریق فراورده تشعشعی فرعی حاصل از تابش ترمزی مقادیر قابل توجهی پرتو ایکس  و پرتو گاما تولید کند که برای حفاظت انسان در برابر این پرتوها به سپر تشعشعی نیاز است. ایزوتوپ‌ها نباید مقادیر زیادی پرتو گاما، تابش نوترون یا تابش نفوذ‌کننده ایجاد کنند.
- نیمه عمر باید آنقدر طولانی باشد که انرژی نسبتاً یکنواختی را برای زمان معقولی تولید کند. نیمه‌ عمر متداول برای رادیوایزوتوپ‌های بکار رفته در باتری‌های اتمی، چند ده سال است. گرچه ایزوتوپ‌های با نیمه‌های عمر کوتاهتر می‌توانند برای کاربردهای خاص بکار روند.
- برای استفاده در پروازهای فضایی، سوخت باید مقدار زیادی از انرژی را به نسبت حجم (چگالی) تولید کند. چگالی و وزن در کاربردهای زمینی آنقدر مهم نیستند، مگر اینکه محدودیت در ابعاد فیزیکی وجود داشته باشد.

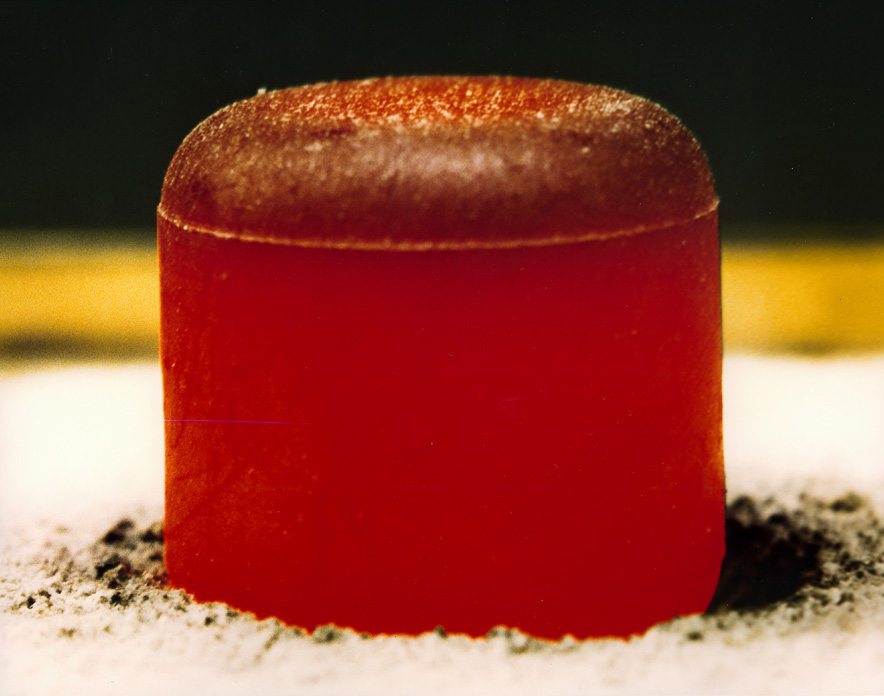
یک قرص از اکسید پلوتونیم ۲۳۸ (PuO2) برای استفاده در باتری اتمی برای مأموریت کاسینی یا گالیله. قرص، ۶۲ وات گرما تولید می‌کند و بخاطر گرمای تولید شده به‌وسیلهٔ واپاشی هسته‌ای (عمدتاً آلفا) نور مرئی دارد. این عکس پس از آنکه قرص چند دقیقه زیر یک پوشش گرافیتی عایق و سپس برداشته شده گرفته شده است

از میان مواد واجد شرایط، پلوتونیم-۲۳۸ طولانی‌ترین نیمه عمر و کمترین نیاز به سپر تشعشعی را دارد. پلوتونیم ۲۳۸ به سپر تشعشعی با ضخامت کمتر از ۲٫۵ میلی‌متر نیاز دارد و در خیلی موارد به سپر نیازی نیست و بدنه باتری اتمی به تنهایی کافی است. پلوتونیم ۲۳۸ سوختی است که بیشتر از تمام مواد دیگر در باتری‌های اتمی به صورت اکسید (PuO2) بکار رفته‌است. پلوتونیم ۲۳۸ نیمه عمری برابر با ۸۷٫۷ سال (در مقایسه با پلوتونیوم ۲۳۹ بکار رفته در سلاحهای اتمی و رآکتورها با نیمه عمر ۲۴۱۱۰ سال) و چگالی قدرت مناسبی دارد و به صورت استثنایی سطح پرتو گاما و نوترون پایینی دارد. نتیجه این نیمه عمر کوتاه تر اینست که پلوتونیم ۲۳۸ حدود ۲۷۵ برابر پلوتونیوم ۲۳۹ پرتوزایی دارد. برای مثال، ۳٫۶ کیلوگرم از پلوتونیم ۲۳۸ در هر ثانیه دچار تعداد یکسانی از فروپاشی می‌شود که در یک تن از پلوتونیوم ۲۳۹ در همین مدت رخ می‌دهد.
بعضی باتری‌های ساخت روسیه از استرانسیم ۹۰ استفاده می‌کنند. این ایزوتوپ نیمه عمر کوتاهتر، چگالی قدرت بسیار کمتری و پرتو گامای بیشتری تولید می‌کند، اما ارزانتر است.